# Peter Flötner

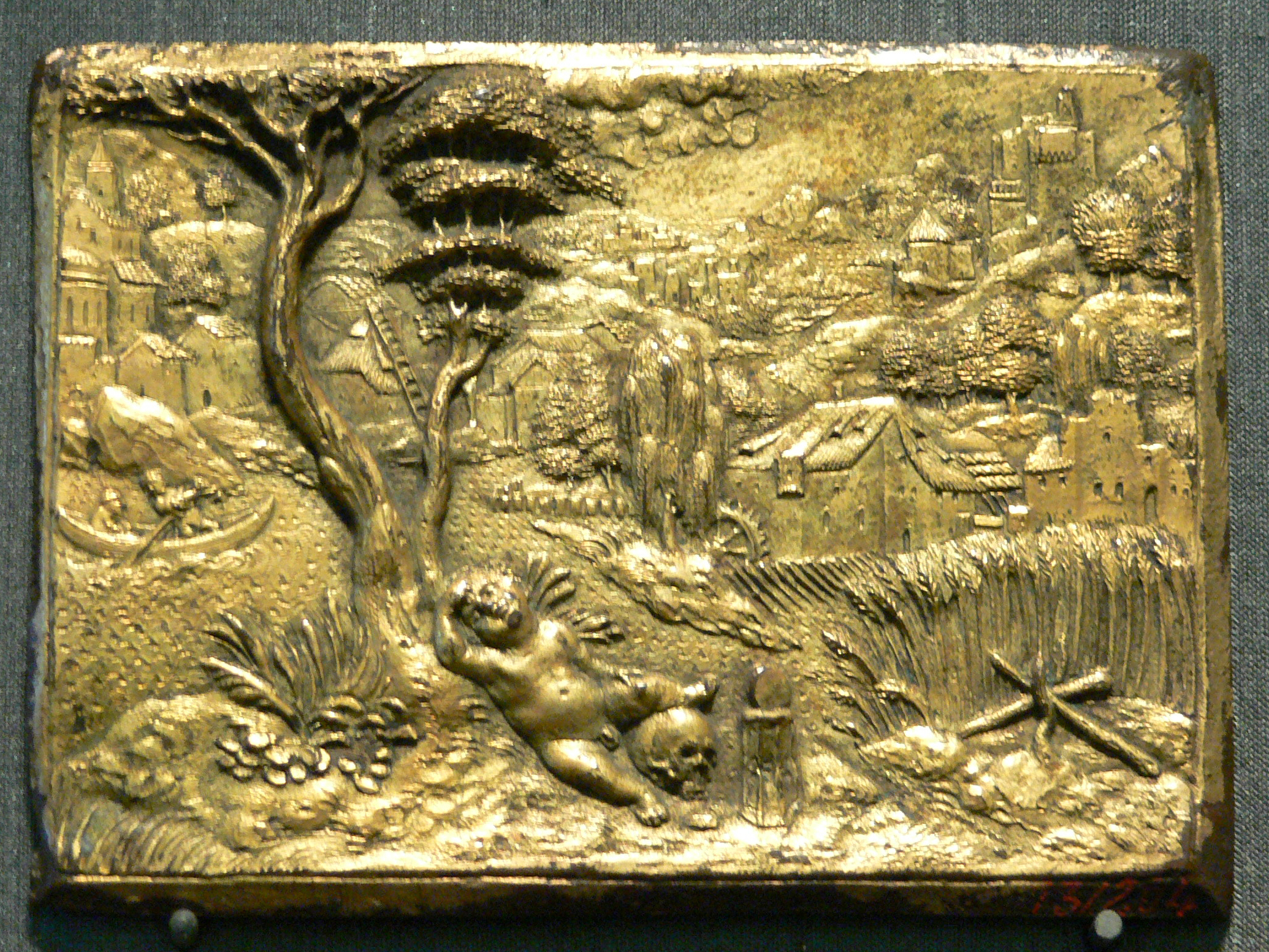
Vanitas-relief av Flötner på Bayerisches Nationalmuseum.

Peter Flötner, även Flettner, född omkring 1490, död 23 oktober 1546, var en tysk konstnär.
Under sina gesällår besökte Flötner Italien, vars konst gjorde starkt intryck på honom. Han är den främste representanten för den tyska renässansens antikiserande dekorationskonst. Han huvudverk i Nürnberg var de så kallade Hirschvogelsalen, vars renässansdekorationer saknar motstycke norr om Alperna. Som plakettkonstnär var Flötner oerhört produktiv, och även här visar hans motiv såväl som ornament en stark italiensk påverkan. Man har ansett Flötner vara skapare av Heidelbergslottets östra parti.